# Danziger Werft
La Danziger Werft (inglese: International Shipbuilding and Engineering Company Limited; polacco: Stocznia Gdańska) è stata una società di costruzioni navali della città libera di Danzica, istituita nel 1921 rilevando gli stabilimenti Kaiserliche Werft Danzig chiusi nel 1919 al termine della prima guerra mondiale.

## Storia
Dopo la fine della prima guerra mondiale, Danzica divenne una città libera sotto il controllo indiretto della Società delle Nazioni. Sebbene formalmente fosse uno stato indipendente, Danzica era soggetta al Trattato di Versailles, ad altri accordi postbellici e alla smilitarizzazione della Germania e per questo motivo, nel 1919 venne proibita la produzione di navi militari nell'ex Kaiserliche Werft. In attesa di ulteriori decisioni delle potenze vincitrici del conflitto riguardo all'industria delle armi tedesca, nell'ottobre del 1919 il nuovo governo tedesco donò ufficialmente il cantiere navale e tutti i suoi beni alla città di Danzica. I nuovi proprietari furono costretti a rottamare gli ultimi 33 U-boot ancora sugli scali nel 1918.
Tuttavia, poiché la società aveva perso sia il suo principale cliente, la Kaiserliche Marine, sia la sua ragion d'essere, nel 1922 la società venne commercializzata e trasformata in società per azioni, con il 30% delle azioni detenute da una società francese, il 30% da una società britannica e il restante 40% da una banca privata cittadina e da una Banca privata polacca con una quota del 20% ciascuna. La nuova società, il cui nome completo era Società per azioni Cantieri navali e Officine ferroviarie di Danzica (tedesco: Danziger Werft und Eisenwerkstatten Aktiengesellschaft, per il fatto che la società, oltre al cantiere navale, gestiva anche una fabbrica di materiale rotabile ferroviario, veniva più comunemente indicata con il suo nome semplificato in tedesco: Danziger Werft. Il cantiere aveva quattro pontoni galleggianti con capacità di sollevamento che andavano da 1400 a 16.000 tonnellate. Nel 1932 la società venne denominata "International Shipbuilding and Engineering Company Limited".
Sebbene il cantiere fosse dotato di strutture per la costruzione di navi fino a 135 metri di lunghezza, nel dopoguerra il mercato era pieno di navi dismesse delle nazioni in guerra. Uno dei primi clienti della nuova compagnia fu la Marina polacca che ordinò quattro grandi monitori di fiume nel 1920, poco prima che il cantiere fosse ufficialmente smilitarizzato. Le quattro unità furono completate, ma non seguirono altri ordini per navi di grandi dimensioni e fino alla fine degli anni venti la produzione del cantiere navale era ben al di sotto della capacità. I lavori riguardavano principalmente piccole navi mercantili, rimorchiatori e piccole imbarcazioni a motore. alla fine del decennio al cantiere vennero ordinate alcune navi mercantili di dimensioni più grandi, ma gli ordini presto crollarono a causa della Grande depressione.
Nel decennio successivo il cantiere si è finalmente ripreso dalla crisi postbellica e vennero realizzati nuova centrale termica, un nuovo scalo per imbarcazioni fino a 150 metri di lunghezza e venne anche avviata la produzione su licenze dei motori navali MAN.
Dopo lo scoppio della seconda guerra mondiale la città di Danzica venne incorporata alla Germania il 2 settembre 1939, il giorno dopo l'inizio della Campagna di Polonia e il cantiere navale rilevato dalle autorità tedesche, inizialmente in modo informale, e ufficialmente il 30 agosto 1940. La nuova società, ufficialmente conosciuta come "Danziger Werft AG", concentrò le sue attività sulla costruzione degli U-Boot di Tipo VII per la Kriegsmarine.
Dopo la seconda guerra mondiale, il cantiere, notevolmente danneggiato dai bombardamenti, fu in gran parte smantellato dai sovietici. Con la sconfitta tedesca nella seconda guerra mondiale la città di Danzica venne incorporata alla Polonia e il cantiere navale venne requisito dal governo polacco e fuso con il vicino cantiere Schichau Werft sotto il nome di Stocznia Gdańska, che è ancora oggi il più grande cantiere navale polacco.